# Pinatell

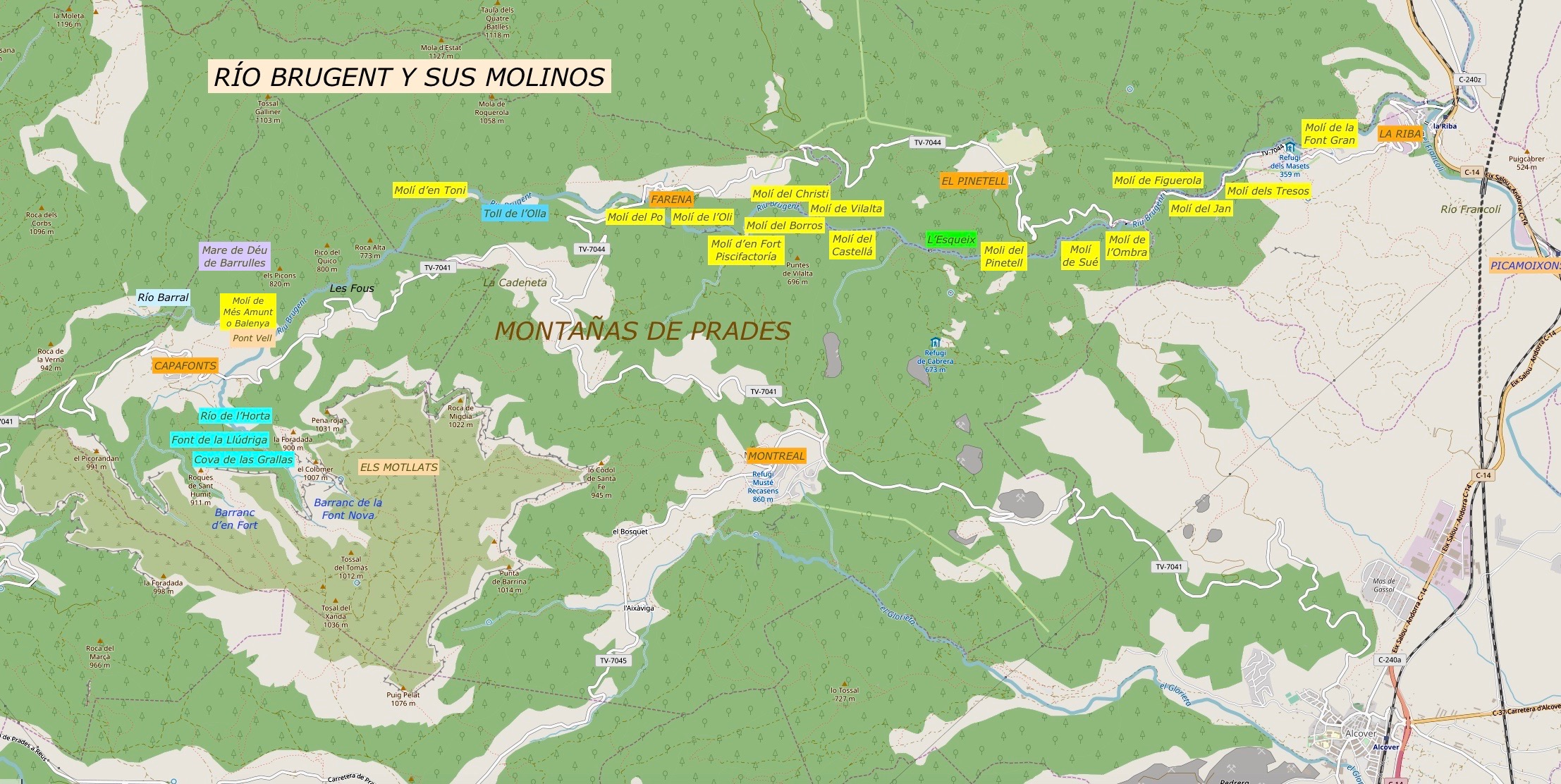
El río Brugent y los molinos

Pinatell es una pedanía de Montblanch en la provincia de Tarragona, comarca de la Cuenca de Barberá. Se encuentra en el valle del río Brugent (del Francolí), a unos 500 m al norte del cauce del río, en una zona relativamente llana llamada las Planas, al final de los barrancos del Marià y dels Lladres, en el kilómetro 8 de la carretera TV-7044, entre La Riba y Farena. 

## El entorno
Al final del barranco dels Lladres, en línea recta hacia el río en dirección sur, se encuentran los restos de los molinos del Pinetell. Solo queda en pie lo que fue el molino harinero, de estructura rectangular, con techo a dos vertientes y aire de masía. Aun se encuentra una de las ruedas de molino de las dos que había, una para legumbres y otra para cereales. Al lado, había un molino de aceite. Entre ambos pasa la pista que sale de la carretera y cruza el río por el puente de los Pescadores o Pescadors y que lleva a otra pedanía, Cabrera, esta vez de Montreal.
Río arriba, a poca distancia, se encuentra el escarpe de l'Esqueix, una pared calcárea de unos 60 m de altura, que culmina en la Roca Alta, de 552 m. En el estrecho, el toll o poza del Esqueix, y a su salida, la Font Grossa. Río abajo se encuentran los restos del molino papelero de la Heura o hiedra, que se acabó de destruir con la riada de 1994.
Al norte del Pinatell, que está a 7 km en línea recta de Montblanch y a 15 km por carretera, se encuentra otra pedanía, Rojals, a 970 m de altura y con 28 habitantes, a la que se puede acceder por pistas de montaña. Al noroeste del pueblo el terreno asciende hasta el Serret dels Avencs, de 897 m. Al 5,5 km siguiendo la carretera hacia el oeste, río arriba, se encuentra la pedanía de Montreal de Farena, y a 80 km hacia el este, en la desembocadura del Brugent, La Riba.
En El Pinetell hay dos casas con nombre: cal Penedés y Cal Gat.

## Demografía
| Gráfica de evolución demográfica de Pinatell entre 2000 y 2018 |
|                                                                |
| Población de derecho según el padrón municipal del INE         |